# 新久千映
新久 千映（しんきゅう ちえ、1980年9月20日 - ）は、日本の漫画家。広島県広島市南区出身。

## 来歴
広島市立大河小学校 → 広島女学院中学校・高等学校 → 広島大学教育学部卒業。幼い頃から漫画を描くことが好きであり、小学校の卒業アルバムにも“将来の夢”として「漫画家になること」と書いている。大学卒業後、病院に事務員として就職。事務の仕事をしながら雑誌への投稿を続けるがデビューには繋がらなかった。
2005年（平成17年）、意を決して上京。藤栄道彦のアシスタントになる。
2006年（平成18年）、「コミックバンチ増刊号」にて読切『痛快!堀田クリニック』で商業誌デビュー。
2007年（平成19年）、「週刊コミックバンチ」に『タカネの花』を連載。
2011年（平成23年）、「月刊コミックゼノン」にて『ワカコ酒』を連載。同年、広島に帰郷。活動拠点を広島に据える。料理や猫のエッセイコミックを主に発表している。
2015年（平成27年）、『ワカコ酒』が1月に実写ドラマ化。7月にはアニメ化される。
同年7月7日に新発売されたメルシャンの芋焼酎『浅黄（うすき）うさぎ』と『ワカコ酒』がコラボレーション。同製品の広告にワカコのイラストを描いている。

## 作品リスト
- タカネの花（原作・金森重樹、2006年、『週刊コミックバンチ』連載、新潮社 バンチコミックス、全2巻）
- 新久千映のねこまみれ（2006年 - 2012年、『ねこQ』ほか連載、集英社 ホームコミック、全1巻）
- ワカコ酒（2011年、『月刊コミックゼノン』連載、徳間書店→コアミックス ゼノンコミックス、既刊25巻）※『WEBコミックぜにょん』においても掲載
- yeah!おひとりさま（2013年、朝日新聞出版 アサヒコミックス、全1巻）
- すく〜〜〜と!（原作・藤田一己、2013年21号 - 2015年11号、『ヤングアニマル』連載、白泉社 ジェッツコミックス、全2巻）
- 新久千映のねこびたし（2013年 - 2021年、『ぷら@ほ～む』連載、集英社 ホームコミック、全5巻）
- タカコさん（2014年 - 2021年、『WEBコミックぜにょん』連載、徳間書店 ゼノンコミックス、全6巻）
- 新久千映の まんぷく広島（2014年、単行本描き下ろし、KADOKAWA メディアファクトリー、全1巻）
- 新久千映の一人さまよい酒（2015年 - 2016年、『コミックエッセイ劇場』連載、KADOKAWA メディアファクトリー、全1巻）
- 新久千映のお酒のお時間です（2016年 - 2018年、『レタスクラブ』連載、KADOKAWA メディアファクトリー、全1巻）
- 新久千映のお酒バンザイ!（2018年 - 2020年、『東京ウォーカー』・『レタスクラブ』連載、KADOKAWA）
- ミカコ72歳（2021年 - 2025年、『ゼノン編集部』連載、コアミックス ゼノンコミックス、全4巻）
- 今夜はアレで飲みたい!（2021年 - 、『ダ・ヴィンチweb』連載中）
- ひっつきもっつき ねこもぐれ（2021年 - 、『ねこねこ横丁』連載中、ホーム社 集英社ホームコミックス、全2巻）
- 話せばいいのに（2024年、『ゼノン編集部』連載[4]）

### 読切
- プッシュ！（『月刊コミックゼノン』2024年8月号[5]）

## TV出演

### ドラマ
- ワカコ酒 第10話（2015年3月12日、BSジャパン） - お好み焼き「としのや」の客 役

## 関連人物
- 藤栄道彦 - 2005年（平成17年）より師事